# Csinho
A Csinho vagy Dzsinho uniszex koreai utónév, mely az 1900-as évek végén a tíz legnépszerűbb fiúnév között volt. 1960-ban a 8., 1980-ban a 7. leggyakrabban adott név volt.

## Híres Csinhók
- Cso Dzsinho, dél-koreai labdarúgó
- Cso Dzsinho, dél-koreai baseballjátékos
- Cshö Dzsinho, dél-koreai labdarúgó
- Ho Dzsinho, dél-koreai filmrendező
- I Dzsinho, dél-koreai labdarúgó
- Kim Dzsinho, dél-koreai íjásznő
- Sin Dzsinho, dél-koreai labdarúgó